# Traumwärts
Traumwärts – Wohin führt Dein Weg  ist ein deutscher Dokumentarfilm über den Extremsportler und Motivationstrainer Andreas Niedrig aus Oer-Erkenschwick aus dem Jahre 2012. Regisseur ist Martin Szafranski. Sprecher im Film ist Xavier Naidoo. Die Filmpremiere in Deutschland fand am 6. November 2013 im UCI in Bochum statt. 

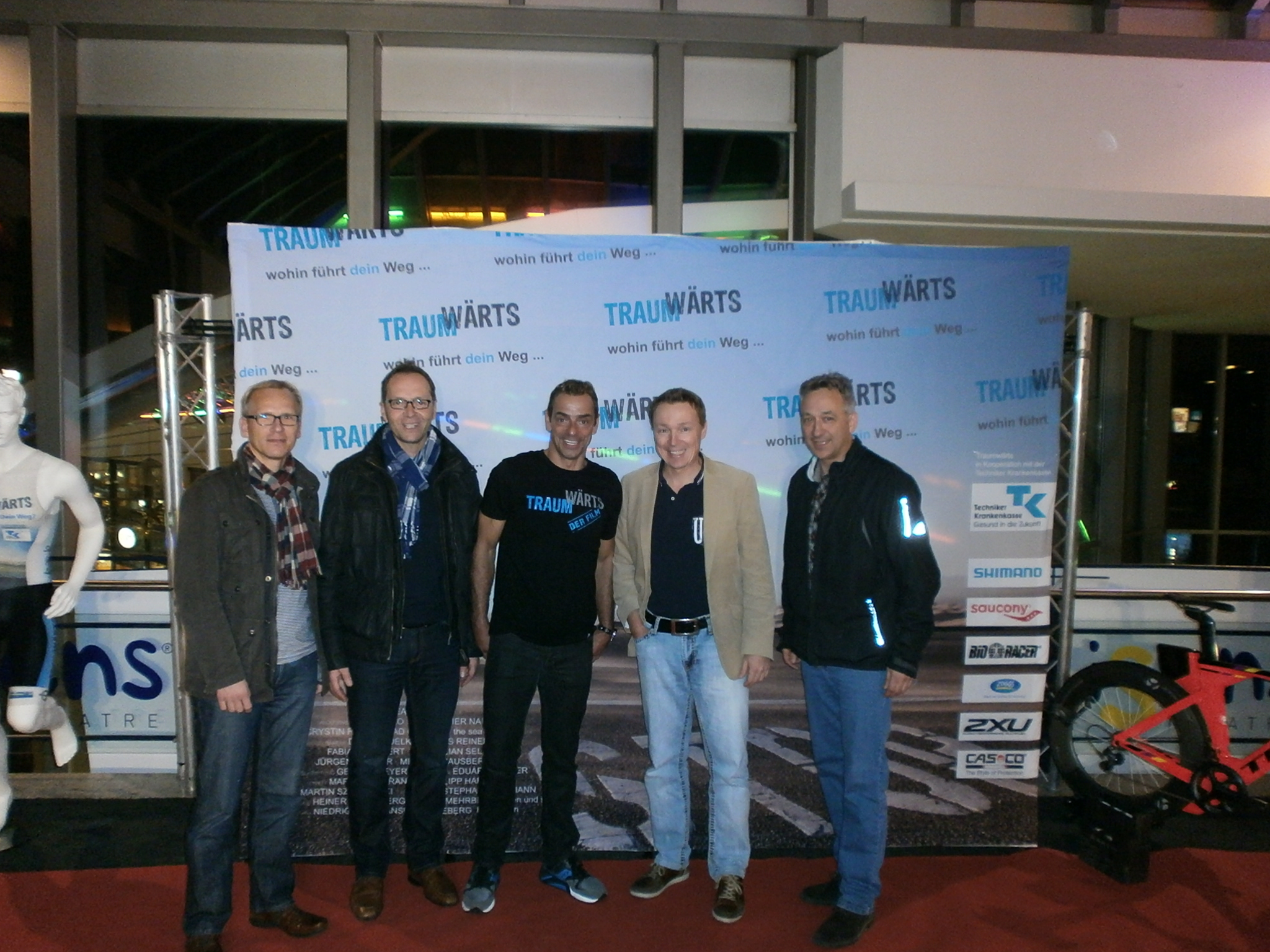
Andreas Niedrig (Mitte des Bildes) auf der Premiere des Films „Traumwärts“

Im Film geht es um das Race Across America, ein Straßenradmarathon quer durch die Vereinigten Staaten. Gefahren wird Tag und Nacht. Die Strecke von 4800 km und 30000 Höhenmeter führt durch verschiedene Landschaften und Klimazonen, darunter Wüsten und Gebirge. Der Triathlet Niedrig trainiert für seinen Lebenstraum, dieses Rennen als Solofahrer mitzubestreiten. Zwei Tage vor dem Flug in die Vereinigten Staaten 2011 verletzt er sich. An seiner Stelle tritt als Ersatz ein Team von acht Freizeitradsportlern an, um seinen Traum wahr werden lassen. Der Film dokumentiert das Rennen, Landschaften und Zuschauer. Traumwärts ist kein rein sportbezogener Film. Die Gesichter, Geschichten und Begegnungen verschmelzen mit der dokumentarischen Erzählung des Rennablaufs. Xavier Naidoo spricht die Einführung.
Der Wettbewerb setzt hohe körperliche und geistige Anforderungen an die Fahrer. Auf der Strecke gibt es etwa 57 Kontrollstellen, die zu durchfahren sind; des Weiteren ist ein Zeitlimit einzuhalten: Für Einzelfahrer beträgt dieses Limit 12 Tage und 5 Stunden. Das bedeutet eine Durchschnittsgeschwindigkeit von etwa 17 km/h, inklusive aller Pausen, Schlaf und verkehrsbedingten Unterbrechungen. Jeder der Teilnehmer kann selbst wählen, wann und wo er Pausen einlegen möchte. Er muss dadurch abwägen zwischen dem Wert zusätzlicher Fahrzeit und der Möglichkeit zur Erholung durch den Schlaf. Die meisten Teilnehmer schlafen täglich durchschnittlich ungefähr zwei Stunden. Eine große Herausforderung besteht darin, nach einer sehr kurzen Schlafphase wieder körperlich und mental fit zu sein und mit dem Rad weiterzufahren.